# Karinou Airlines
Le plaisir de voyager dans le ciel

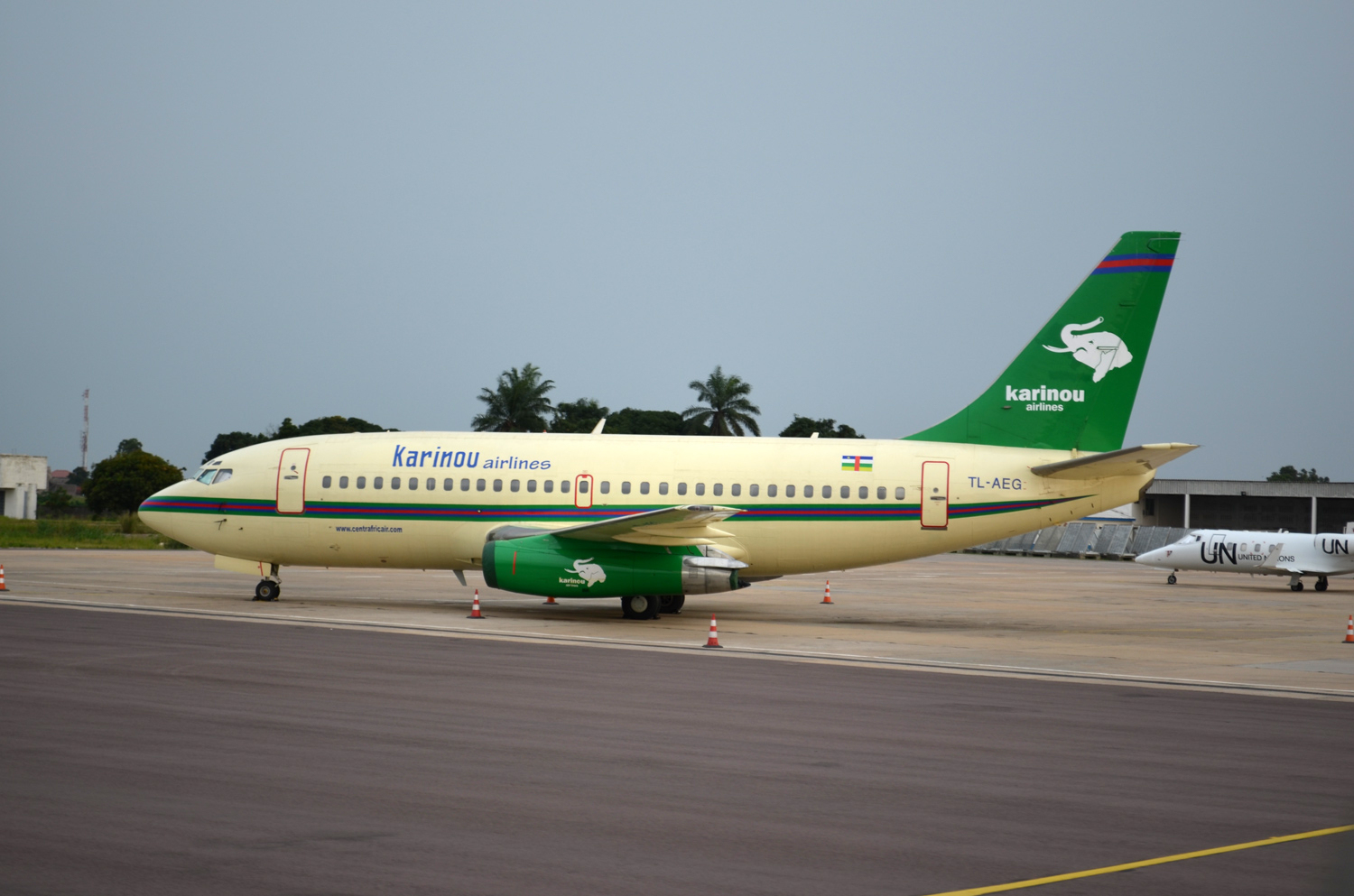
Boeing 737-200 de Karinou Airlines sur l’aéroport de Brazzaville en décembre 2012

Karinou Airlines est une compagnie aérienne centrafricaine basée à Bangui. Elle commence ses activités en 2012 sous le nom de Centrafricair.

## Histoire
Une première liaison est ouverte en février 2013 sur la ligne Bangui - Douala - Pointe-Noire. En août 2016, la compagnie dessert Cotonou, capitale du Bénin deux fois par semaine.

## Flotte
- 1 Boeing 737-300

## Destinations
- Douala
- Cotonou